# T-2 (航空機・日本・初代)
石川島 T-2 / T-3
T-2
- 用途：偵察機
- 設計者：吉原四郎
- 製造者：石川島飛行機
- 運用者

  - 大日本帝国陸軍
  - 朝日新聞社（T-3）
- 初飛行：1927年（T-2）
- 生産数：計2機
- 退役：1939年頃（T-3）
- 運用状況：不採用・退役

 T-2は、石川島飛行機が大日本帝国陸軍向けに試作した偵察機。名称の「T」は「偵察機」の略。本項では改良型のT-3についても述べる。

## 概要
1925年（大正14年）8月、陸軍から三菱航空機、中島飛行機、川崎造船所飛行機部（のちの川崎航空機）、石川島の4社に対して、乙式一型偵察機を代替する新型偵察機の競争試作が内示された。石川島ではドイツから招聘したグスタフ・ラハマン技師の指導の元、吉原四郎技師を設計主務者として設計作業を行い、1926年（大正15年）8月に設計を完了。同月に中島を除く3社になされた試作発注を受け、1927年（昭和2年）7月に試作一号機が、続いて同年11月に二号機が完成し、双方ともに同年12月に陸軍航空本部技術部飛行班に納入され、審査が行われた。
T-2は木製骨組に羽布張りの複葉機で、一号機はイスパノ・スイザ製水冷V型12気筒エンジン（離昇500 hp）を、二号機はBMW-6エンジンを搭載していた。木製骨組の採用にはコストの低さや工作の容易さなどのメリットもあったが、審査飛行中に補助翼が破損し機体が破壊される事故が発生したことを受けて強度に問題があると考えられ、骨組を全金属製に変更したT-3へと二号機を改造し、改めて審査を行うことになった。

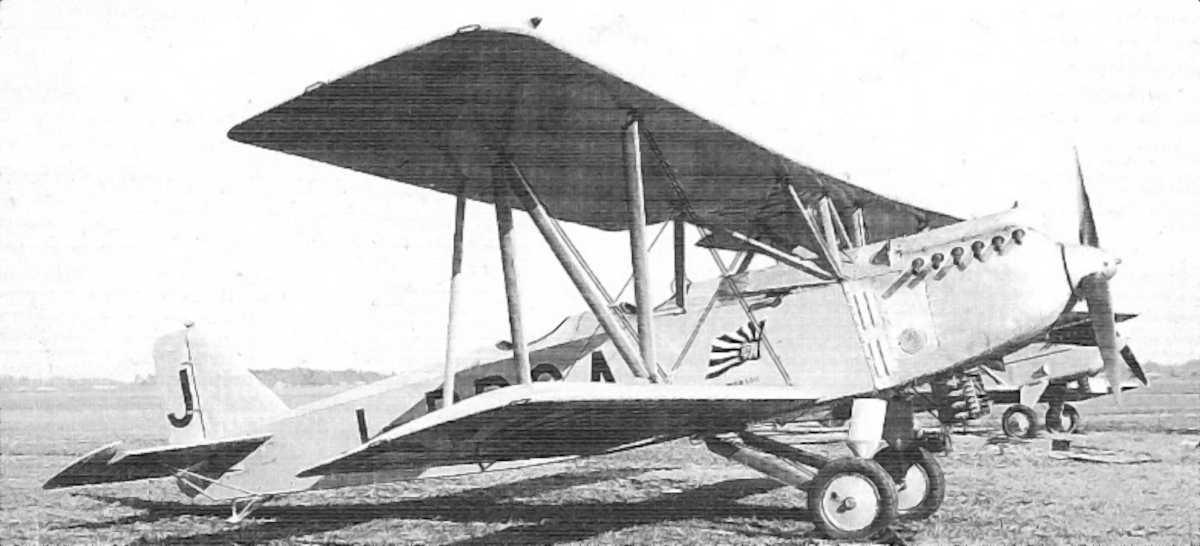
朝日新聞社で使用されるT-3

T-3は1928年（昭和3年）に完成。胴体の骨組を鋼管製に、翼の骨組をジュラルミン製に変更することで機体強度の強化と軽量化に成功したほか、補助翼のバランス・タブにも変更が加えられていた、しかし、既に1928年1月に川崎のKDA-2が制式採用されることが内定していたため、T-3は他社の試作機ともに不採用となった。その後、T-3は1932年（昭和7年）に陸軍から朝日新聞社に払い下げられ、石川島による改造ののちに1939年（昭和14年）頃まで通信機として使用された。
なお、T-2以前にT-1も計画されていたが、実機の製造には至っていない。

## 諸元
T-2（二号機）
- 全長：10.293 m
- 全幅：14.01 m
- 全高：3.853 m
- 主翼面積：49.0 m2
- 自重：1,733.8 kg
- 全備重量：2,816.6 kg
- エンジン：BMW-6 水冷V型12気筒（離昇600 hp） × 1
- 最大速度：232 km/h
- 実用上昇限度：7,150 m
- 航続時間：6時間
- 武装：
7.7mm固定機銃 × 2
7.7mm旋回機銃 × 1 - 2
- 乗員：2名

T-3
- 全長：10.293 m
- 全幅：14.01 m
- 全高：3.856 m
- 主翼面積：49.0 m2
- 自重：1,580 kg
- 全備重量：2,780 kg
- エンジン：BMW-6 水冷V型12気筒（離昇600 hp） × 1
- 最大速度：235 km/h
- 実用上昇限度：7,150 m
- 航続時間：7時間（非武装時）
- 武装：
7.7mm固定機銃 × 2
7.7mm旋回機銃 × 1 - 2
- 乗員：2名